# Charles Fillion

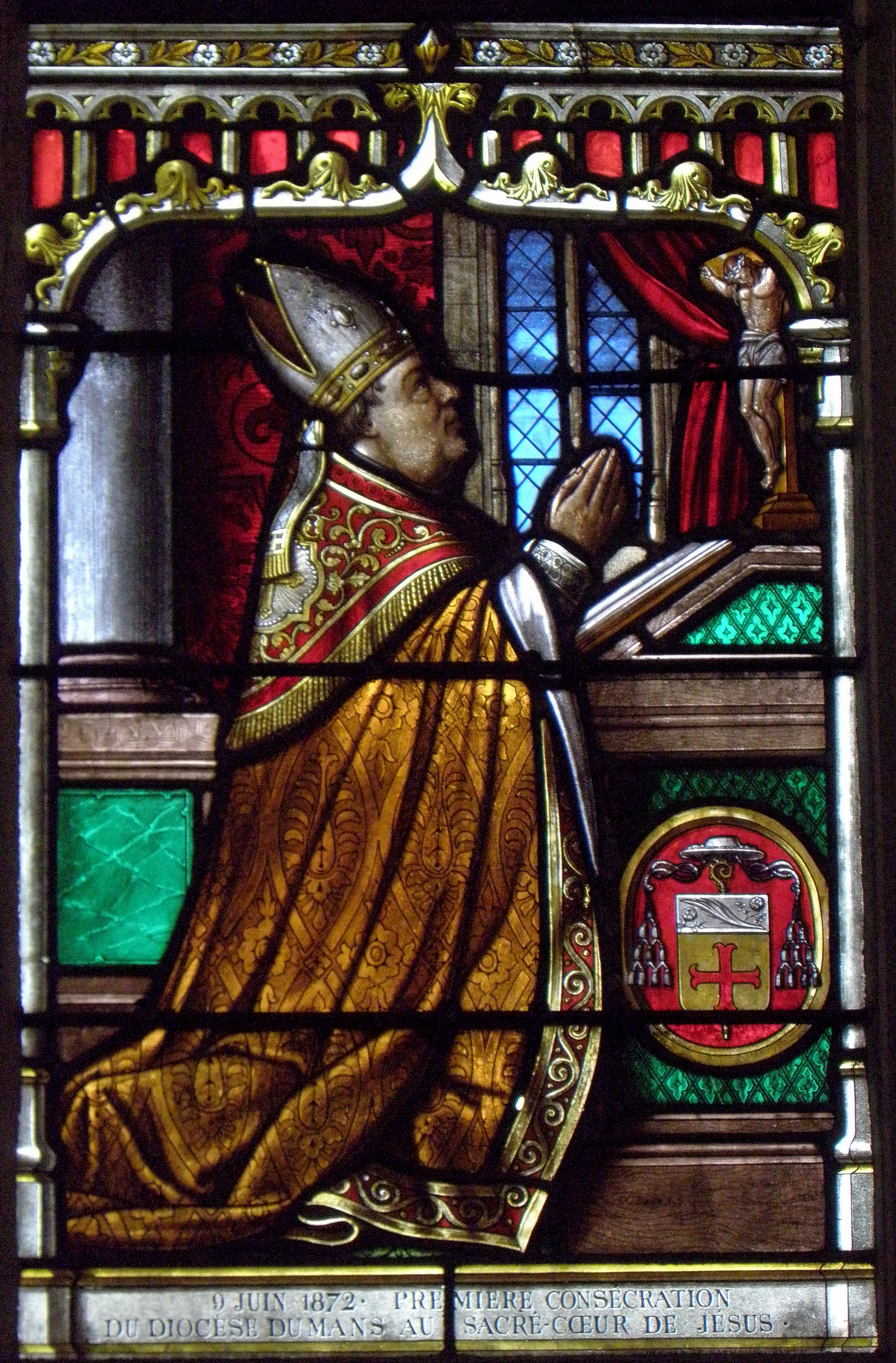
Kirchenfenster mit der Darstellung von Charles Fillion

Charles Jean Fillion (* 1. Mai 1817 in Saint-Denis-d’Anjou, Frankreich; † 28. Juli 1874 in Le Mans) war ein französischer Geistlicher.

## Kirchliche Laufbahn

Bischofswappen

Fillion wurde am 19. September 1840 zum Priester geweiht. Am 23. Januar 1858 wurde er zum Bischof von Saint-Claude erwählt und am 15. März 1858 bestätigt. Jean-Jacques Nanquette, Bischof von Le Mans, weihte ihn am 16. Mai 1858 in Le Mans zum Bischof. Mitkonsekratoren waren Casimir-Alexis-Joseph Wicart, Bischof von Laval, und Jean-Pierre Mabile, Bischof von Versailles. Am 3. Juni 1858 wurde er als Bischof von Saint-Claude inthronisiert. Am 25. Januar 1862 wurde er zum Bischof von Le Mans erwählt, am 7. April 1862 bestätigt und am 3. Juni 1862 inthronisiert.
Am 11. August 1860 wurde er zum Ritter der Ehrenlegion ernannt.
Er war Konzilsvater des Ersten Vatikanischen Konzils.